# Волок (річка)
Волок — річка в Україні, ліва притока річки. Струмок Постолова, басейн Південного Бугу. 
Протікає через села Немиринці Козятинського району, Нападівка, Софіївка та Радівка Калинівського району Вінницької області. Впадає у р. Струмок Постолова за 2 км від гирла.
Довжина — 16 км. Площа басейну — 83,4 км².